# Skeblad
Slægten Skeblad (Alisma) er udbredt i den nordlige halvkugles tempererede egne. Den er kendetegnet ved, at blomsterstandene ofte er forgrenede. Desuden er frøene flade og kransstillede. Her nævnes kun de arter, som ses i Danmark.
| Beskrevne arter |

- Kortskaftet skeblad (Alisma gramineum)
- Lancetskeblad (Alisma lanceolatum)
- Vejbredskeblad (Alisma plantago-aquatica)